# Georges Claude

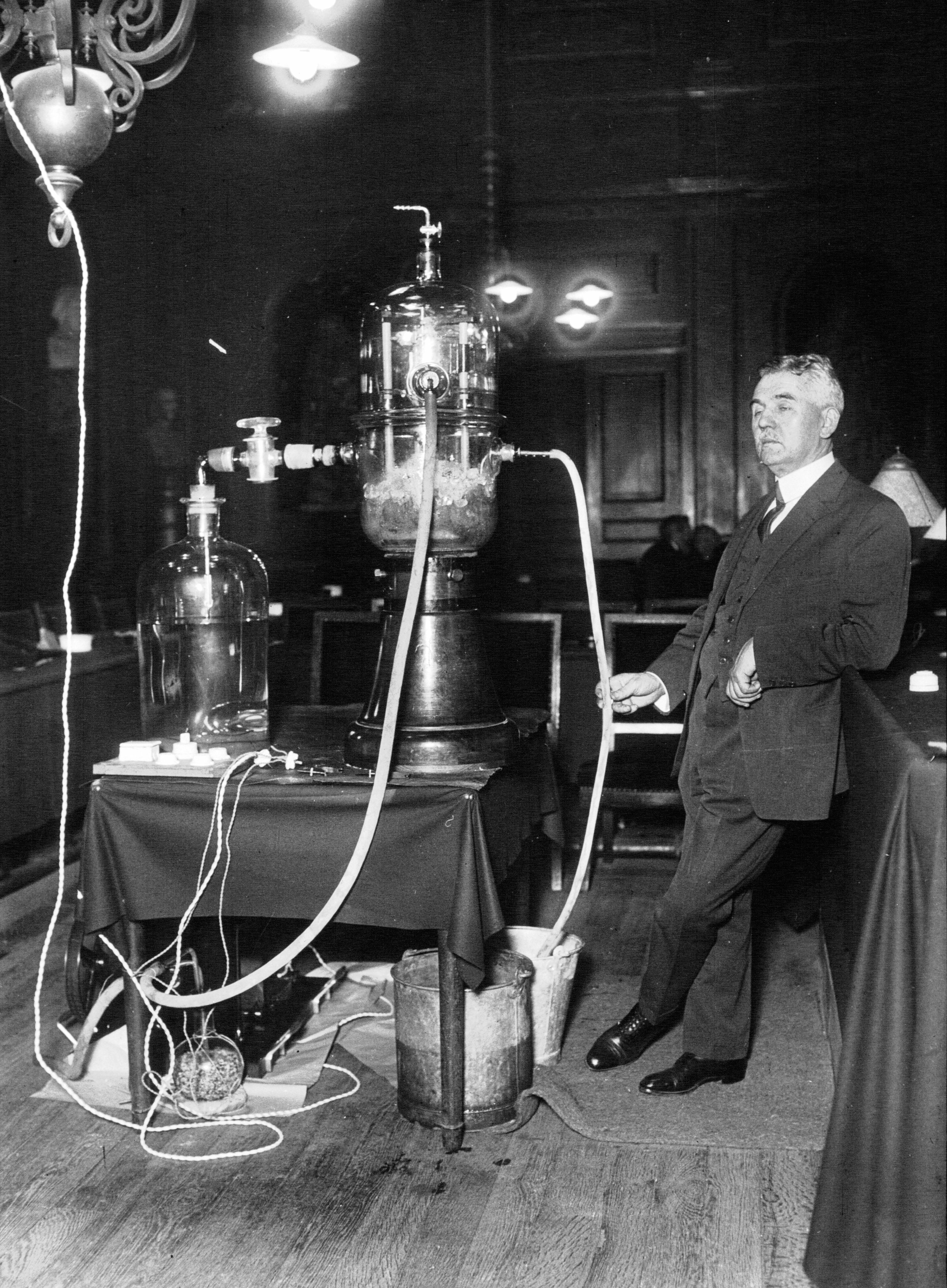
Foto uit 1926 tijdens een demonstratie

Georges Claude (Parijs, 24 september 1870 - Saint-Cloud, 23 mei 1960) was een Frans ingenieur, chemicus en uitvinder. Hij vond in 1902 samen met Paul Delorme een procedé uit om lucht vloeibaar te maken en zuurstof te produceren; om dit te exploiteren stichtte hij de firma Air Liquide, die nog steeds "Société anonyme pour l’étude et l’exploitation des procedés Georges Claude" heet. Als bijproduct vond hij ook de neonbuis uit, en de eerste neonverlichting, waarbij een elektrische stroom werd aangesloten op een gesloten buis gevuld met neon. Hij werd hierbij deels geïnspireerd door de "lamp van Moore", een uitvinding van Daniel McFarlan Moore. 

## Biografie
Claude studeerde aan de École supérieure de physique et de chimie industrielles (SPCI) te Parijs. Vervolgens had hij diverse banen, hij was elektrotechnisch inspecteur in een kabelfabriek en laboratoriummanager in een elektriciteitsfabriek. 
In 1923 introduceerde Georges Claude en zijn Franse onderneming Claude Neon, neonverlichting in de Verenigde Staten, door twee van deze neon lampen te verkopen aan een Packard autodealer in Los Angeles. Earle C. Anthony kocht twee "Packard" neon reclames voor de som van 24.000 dollar. Daarna werd de neon lichtreclame snel populair als buitenreclame mede omdat de reclame ook overdag zichtbaar was en kreeg al snel de bijnaam  "vloeibaar vuur". 
Als leerling van Jacques-Arsène d'Arsonval is Claude samen met oud-studiegenoot Paul Boucherot de uitvinder van het OTEC concept (Afkorting van het Engelse Ocean Thermal Energy Conversion). Deze techniek maakt gebruik van het temperatuurverschil tussen het oppervlaktewater en de diepere lagen van de oceaan om elektriciteit op te wekken. Claude was de eerste persoon die een prototype voor een installatie van deze technologie bedacht. Claude bouwde de eerste installatie in 1930 in Cuba. Het systeem produceerde 22 kilowatt elektriciteit door middel van een lagedrukturbine. 
In 1935 construeerde Claude een andere installatie, deze keer aan boord van een vrachtschip van tienduizend ton, afgemeerd aan de kust van Brazilië. Beide installaties werden nog voordat deze konden worden ontwikkeld tot krachtcentrales, verwoest door slechte weersomstandigheden en de golven. 

## Collaboratie
Als jong ingenieur stond Claude al vijandig tegenover het democratische bestuur. In 1933 trad hij toe tot de Action Française, een politieke beweging die streed voor herstel van de monarchie in Frankrijk. Zo was hij een naaste vriend van de monarchistische leider Charles Maurras. Tijdens de Tweede Wereldoorlog collaboreerde hij met het Vichy-regime. In 1941 werd hij door het regime voorgedragen als lid van het Conseil National Consultatif.
Na de geallieerde bevrijding van Frankrijk in 1944 werd Claude op 2 december 1944 gevangengezet vanwege zijn collaboratie met de Asmogendheden. Ook werd hij uit de Franse academie van wetenschappen gezet. In 1945 werd hij berecht en schuldig bevonden aan propagandawerk ten gunste van het Vichyregime, maar vrijgesproken van de aanklacht dat hij had meegeholpen met de ontwikkeling van de V1. Ondanks de veroordeling tot levenslange opsluiting werd Claude al in 1950 vrijgelaten.
- Bibliothèque nationale de France: cb124368143 (data)
- CiNii: DA07825039
- Gemeinsame Normdatei: 141027053
- International Standard Name Identifier: 0000 0001 2127 4236
- Library of Congress Control Number: n87813125
- Base Léonore: 19800035/1304/50526
- Nationale Bibliotheek van Tsjechië: xx0052160
- Nationale Bibliotheek van Israël: 987009748047105171
- Nederlandse Thesaurus van Auteursnamen: 129820709
- SNAC: w65t4ndd
- Système universitaire de documentation: 033508089
- Virtual International Authority File: 34550165
- WorldCat: E39PBJqfBQdQMtMVBFBcGpDTHC